# Дром (департман)
Дром (фр. Drôme) департман је у југоисточној Француској. Припада региону Рона-Алпи, а главни град департмана (префектура) је Валанс. Департман Дром је означен редним бројем 26. Његова површина износи 6.530km². По подацима из 2014. године у департману Дром је живело 502.877 становника, а густина насељености је износила 77 становника по км².
Овај департман је административно подељен на:
- 3 округа
- 36 кантона и
- 369 општина.

## Демографија
| 1999.   | 2014.   |
| ------- | ------- |
| 437.778 | 502.877 |